# Робортелло, Франциск
Франциск Робортелло (1516—1568) — итальянский гуманист, известный, прежде всего, своим латинским комментарием к «Поэтике» Аристотеля (1548). Основоположник лингвистики в Италии.

## Биография
Робортелло был профессиональным преподавателем, переходящим из одного университета в другой. В 1543—1549 он преподавал в университете Пизы. Получив кафедру латинской риторики в университете Падуи после смерти Ладзаро Бонамико в 1552 году, Робортелло преподавал там до 1557 года, пока не получил предложение в 1 200 болонских лир и не перешёл в университет Болоньи, где преподавал до 1561 года, после чего по приглашению Венецианского Сената, предложившего ему высокую зарплату в 400 флоринов, вернулся в Падую, где оставался до конца жизни.
Научный подход Робортелло к конъектуре лёг в основу современной герменевтики. Его комментарии к «Поэтике» Аристотеля стали основополагающими для теории комедии до XVII века и оказали влияние повсюду в Европе, кроме Англии.
В книге In librum Aristotelis de arte poetica explicationes (1548) он внёс исправления в изданный в 1536 году Алессандро де Пацци парафраз Ars Poetica Горация. В серии произведений (De Satyra, De Epigrammate, De Comoedia, De Salibus, De Elegia) он объяснял отсутствовавшие в сохранившихся текстах Аристотеля жанры. Как консервативный философ аристотелевской школы, он в своей книге Libro politicos: Aristotelis disputatio (1552) убеждал женщин следовать во всё воле своего мужа по причине своей моральной слабости.
В области филологии и истории он вёл полемику в печати с Карлом Сигонием и Винченцо Маджи, критиковал издания Альда Мануция и философские ошибки Эразма. Его полемические эссе публиковались в сборниках.
Учениками Робортелло были Джакомо Дзабарелла и Ян Кохановский.
В XVIII веке биографию Робортелло написал Джан Джузеппе Лирути (Gian Giuseppe Liruti). В начале XX века исследование «Поэтики» высоко оценил итальянский литературовед Джузеппе Тоффанин, а в середине столетия ряд статей ему посвятил Бернард Вайнберг. В 2019 году биографию Робортелло опубликовал Марко Сгарби.